# Cầu Svatopluk Čech
Cầu Svatopluk Čech hay Cầu Čech là một cây cầu vòm bắc qua sông Vltava (Moldau) ở Praha, Cộng hòa Séc.
Cây cầu được khởi công xây dựng vào năm 1905 và được hoàn thành vào năm 1908. Cây cầu chỉ dài 169m, rộng 16m. Đây là một trong những cây cầu ngắn nhất ở Praha.
Cây cầu nối liền quận Holešovice và Khu Phố Cổ (Staré Město) của Praha. Phần vòm cầu được làm bằng sắt và phần trụ cầu đá. Trước năm 1961, phần lòng cầu vẫn còn làm bằng gỗ Jarrah - một loại gỗ cứng có nguồn gốc từ Úc. Do đó đường rất trơn mỗi khi trời mưa.
Kiến trúc sư của cây cầu là Jan Koula và Jiří Soukup. Các tác phẩm điêu khắc theo phong cách Tân Nghệ thuật đặt trên các giá treo cao đến 17,5m trên cầu là tác phẩm của các nhà điêu khắc Klusáček, Wurzel, Popp và Amort.
Cây cầu được đặt tên theo tên nhà văn Séc mới qua đời vào thời điểm đó: Nhà văn Svatopluk (1846–1908). Trong thời gian Đức Quốc Xã chiếm đóng các vùng đất của Séc, cây cầu được đổi tên thành thành Cầu Mendel (1940–1945), theo tên nhà khoa học Gregor Mendel.
Trong lịch sử của mình, cây cầu đã phải trải qua nhiều đợt trùng tu. Lần trùng tu lớn nhất là vào những năm 1971-1975. Đến những năm 1984-1987, các tác phẩm điêu khắc trên cầu được sửa chữa và tân trang lại.
Là cây cầu theo phong cách Tân nghệ thuật duy nhất ở Cộng hòa Séc, cầu Svatopluk được nhà nước bảo vệ. Người dân được phép đi bộ và sử dụng xe điện, ô tô trên cầu.